# Arthur Kornberg
Arthur Kornberg (New York, 3 marzo 1918 – San Francisco, 26 ottobre 2007) è stato un biochimico statunitense, premio Nobel per la medicina nel 1959 assieme allo spagnolo Severo Ochoa per le sue scoperte su i meccanismi della sintesi biologica dell'acido deossiribonucleico.
Il figlio Roger David Kornberg, è stato anche lui insignito di un premio Nobel, per la chimica nel 2006.

## Infanzia e studi
Nato a New York, Kornberg era figlio di genitori ebrei Joseph e Lena (Katz) Kornberg, emigrati a New York dalla Galizia austriaca (ora parte della Polonia) nel 1900 prima di sposarsi. Il nonno paterno aveva cambiato il cognome da Queller (scritto anche Kweller) per evitare la leva assumendo l'identità di qualcuno che aveva già completato il servizio militare. Joseph sposò Lena nel 1904 e lavorò come operatore di macchine da cucire in una fabbrica del Lower East Side di New York per quasi 30 anni, e quando la sua salute fallì, aprì un piccolo negozio di ferramenta a Brooklyn, dove Arthur assisteva i clienti a nove anni. Joseph parlava almeno sei lingue sebbene non avesse un'istruzione formale.
Arthur Kornberg ha studiato prima alla Abraham Lincoln High School e poi al City College di New York City. Ha ricevuto la laurea nel 1937, seguita da un dottorato in medicina presso l'Università di Rochester nel 1941. Kornberg aveva un livello leggermente elevato di bilirubina nel sangue dovuto a una condizione genetica ereditaria nota come sindrome di Gilbert - e, mentre era alla scuola di medicina, fece un sondaggio dei compagni di studio per scoprire quanto fosse comune la condizione. I risultati furono pubblicati nel primo documento di ricerca di Kornberg nel 1942.
Il tirocinio di Kornberg fu presso lo Strong Memorial Hospital di Rochester (New York), tra il 1941 e il 1942. Dopo aver completato la sua formazione medica, si unì alle forze armate come tenente della Guardia costiera degli Stati Uniti, prestando servizio come medico di bordo nel 1942. Rolla Dyer, il direttore del National Institutes of Health, aveva notato il suo documento e lo aveva invitato a unirsi al gruppo di ricerca presso il Laboratorio di Nutrizione del NIH. Dal 1942 al 1945, il lavoro di Kornberg è stato l'alimentazione di diete specializzate ai topi per scoprire nuove vitamine.

## Carriera e ricerca
Lo studi sull'alimentazione dei topi era un lavoro noioso e Kornberg rimase affascinato dagli enzimi. Si trasferì al laboratorio del dottor Severo Ochoa presso la New York University nel 1946 e seguì corsi estivi alla Columbia University per colmare le lacune nella sua conoscenza di chimica organica e fisica mentre apprendeva le tecniche di purificazione enzimatica. Dal 1947 al 1953 divenne Capo della Sezione Enzimi e Metabolismo del NIH, lavorando sulla comprensione della produzione di ATP da NAD e NADP. Ciò ha portato al suo lavoro su come il DNA viene costruito da molecole più semplici.
Mentre lavorava al NIH, fece ricerche anche alla Washington University di St. Louis (nel laboratorio di Carl Ferdinand Cori e Gerty Cori nel 1947) e all'Università della California, Berkeley (nel laboratorio di Horace Barker nel 1951).
Nel 1953 divenne Professore e Capo del Dipartimento di Microbiologia, Washington University di St. Louis, fino al 1959. Qui continuò a sperimentare con gli enzimi che creavano il DNA. Nel 1956 ha isolato il primo enzima di polimerizzazione del DNA, ora noto come DNA polimerasi I. Questo gli è valso il premio Nobel nel 1959.
Nel 1960 ha ricevuto un dottorato dal City College, seguito da una cattedra presso l'Università di Rochester nel 1962. Nel 1959 divenne Professore e Capo Esecutivo del Dipartimento di Biochimica, Università di Stanford. In un'intervista nel 1997, Arthur Kornberg (riferendosi a Josh Lederberg) disse: "Lederberg voleva davvero unirsi al mio dipartimento . Lo conoscevo; è un genio, ma non sarebbe stato in grado di concentrarsi e di operare all'interno di un piccolo gruppo familiare come il nostro, e quindi sono stato determinante nello stabilire un dipartimento di genetica [a Stanford] di cui sarebbe stato presidente . "
La madre di Kornberg morì di gangrena gassosa a causa di un'infezione di spore dopo un'operazione di routine alla cistifellea nel 1939. Questo fece iniziare i suoi studi per le spore e dedicò alcuni dei suoi sforzi di ricerca per comprenderle mentre era alla Washington University. Dal 1962 al 1970, nel bel mezzo del suo lavoro sulla sintesi del DNA, Kornberg dedicò metà del suo operato di ricerca per determinare come il DNA è immagazzinato nelle spore, quali meccanismi di replicazione sono inclusi e come la spora genera una nuova cellula. Questa era un'area della scienza poco popolare e complessa e, sebbene fossero stati compiuti alcuni progressi, alla fine Kornberg abbandonò questa ricerca.
L'Arthur Kornberg Medical Research Building presso l'Università di Rochester Medical Center è stato chiamato in suo onore nel 1999.
Fino alla sua morte, Kornberg mantenne un attivo laboratorio di ricerca a Stanford e pubblicò regolarmente articoli su riviste scientifiche peer-reviewed. Per diversi anni il fulcro della sua ricerca è stato il metabolismo del polifosfato inorganico.
La "scuola Kornberg" di biochimica si riferisce ai numerosi studenti laureati e borsisti post-dottorato di Arthur Kornberg, cioè i suoi figli intellettuali e gli apprendisti dei suoi apprendisti, cioè i suoi nipoti intellettuali. I figli intellettuali di Kornberg includono I. Robert Lehman, Charles C. Richardson, Randy Schekman, William T. Wickner, James Rothman, Arturo Falaschi e Ken-ichi Arai.

## Libri pubblicati
- For the Love of Enzymes: The Odyssey of a Biochemist. Harvard University Press, Cambridge, MA, 1989, ISBN 0-674-30776-3
- The Golden Helix: Inside Biotech Ventures. University Science Books, 2002, ISBN 1-891389-19-X
- Enzymatic Synthesis of DNA, John Wiley & Sons, 1961
- DNA Synthesis, W. H. Freeman and Co., San Francisco, 1974 ISBN 0-7167-0586-9
- DNA Replication, W. H. Freeman and Co., San Francisco, 1980 ISBN 0-7167-1102-8
- DNA Replication (2nd Edition) with Tania A. Baker., W. H. Freeman and Co., New York, 1992 ISBN 0-7167-2003-5

## Vita privata
Il 21 novembre 1943, Kornberg sposò Sylvy Ruth Levy, anche lei una nota biochimica. Ha lavorato a stretto contatto con Kornberg e ha contribuito in modo significativo alla scoperta della DNA polimerasi. Secondo il loro secondo figlio, Thomas: "scherzando in famiglia - ed era solo uno scherzo - quando il premio è stato annunciato, lei ha detto 'Sono stato derubata!'"
Arthur e Sylvy Kornberg ebbero tre figli: Roger David Kornberg (1947), Thomas B. Kornberg (1948) e Kenneth Andrew Kornberg (1950). Roger è Professore di Biologia Strutturale alla Stanford University e vincitore nel 2006 del Premio Nobel per la Chimica. Thomas ha scoperto la DNA polimerasi II e III nel 1970 e ora è professore all'Università della California, a San Francisco. Kenneth è un architetto specializzato nella progettazione di laboratori ed edifici biomedici e biotecnologici.
Arthur Kornberg è stato sposato tre volte. Le sue prime due mogli erano morte prima di lui. Sylvy Kornberg morì nel 1986. Arthur Kornberg si risposò nel 1988 ma la sua seconda moglie, l'ex Charlene Walsh Levering, morì nel 1995. Nel dicembre 1998 Arthur Kornberg sposò Carolyn Frey Dixon.
Quando aveva ottant'anni, Kornberg continuò a condurre ricerche a tempo pieno presso il Dipartimento di Biochimica a Stanford. Morì il 26 ottobre 2007 allo Stanford Hospital per insufficienza respiratoria.